# Metaclisis acerina
Metaclisis acerina är en stekelart som beskrevs av Lubomir Masner 1981. Metaclisis acerina ingår i släktet Metaclisis och familjen gallmyggesteklar. Inga underarter finns listade i Catalogue of Life.